# Società Sportiva R.I.A.C. Fiamma Monza 1984
Questa voce raccoglie le informazioni riguardanti la Società Sportiva R.I.A.C. Fiamma Monza nelle competizioni ufficiali della stagione 1984.

## Organigramma societario
Area direttiva
- Vice presidente: Fabrizio Levati
- Consigliere: Emanuele Ceraso

## Rosa
Rosa aggiornata alla fine della stagione.
| N. |                   | Ruolo | Calciatrice         |
| -- | ----------------- | ----- | ------------------- |
|    | Italia (bandiera) | D     | Annamaria Bernabè   |
|    | Italia (bandiera) | P     | Mariangela Bonanomi |
|    | Italia (bandiera) | C     | Eleonora Brambilla  |
|    | Italia (bandiera) | D     | Elena Castellani    |
|    | Italia (bandiera) | C     | Ileana Colzani      |
|    | Italia (bandiera) | A     | Teresa D'Errico     |
|    | Italia (bandiera) | C     | Esposito            |
|    | Italia (bandiera) | C     | Rita Franchino      |
|    | Italia (bandiera) | A     | Rita Giovannini     |

| N. |                   | Ruolo | Calciatrice            |
| -- | ----------------- | ----- | ---------------------- |
|    | Italia (bandiera) | D     | Natalina Grossi        |
|    | Italia (bandiera) | A     | Maria Macrì            |
|    | Italia (bandiera) | P     | Gabriella Marcelli (I) |
|    | Italia (bandiera) | P     | Rosaria Marcelli (II)  |
|    | Italia (bandiera) | A     | Cristina Mazzoleni     |
|    | Italia (bandiera) | A     | Silvana Mazzoleni      |
|    | Italia (bandiera) | D     | Adonella Moscatelli    |
|    | Italia (bandiera) | D     | Rosella Sironi         |
|    | Italia (bandiera) | A     | Cinzia Trazzi          |